# Cyclocross Frankfurt am Main
De Cyclocross Frankfurt am Main is een wedstrijd in het veldrijden, in de Duitse stad Frankfurt am Main. Het is tevens de grootste cross van Duitsland.
In 2002 telde de wedstrijd zelfs mee voor de Wereldbeker.